# Орас Верне
Орáс Вернé (на френски: Horace Vernet) (30 юни 1789 – 17 януари 1863) е известен френски художник, прочул се най-вече с баталните си картини от времето на Наполеоновите войни. Някои от тях се съхраняват в известната „Галерия на битките“ във Версай.

## Биография
Цялото му име е Емил Жан Орас Верне (Emile Jean Horace Vernet). Роден е в Париж, в самото навечерие на Френската революция, в семейство на художници. Дядо му Жозеф Верне рисува серия от 15 картини на френски пристанища. Баща му Антоан-Шарл Верне също се отдава на батални картини от времето на Наполеон. Ето защо Орас се запознава с четката още от дете, изключително повлиян от стила и убежденията на баща си. Цялото семейство се състои от ревностни бонапартисти, затова последните години на Първата империя са най-щастливите в живота на Верне. По време на Бурбонската реставрация обаче идва звездният му миг, когато рисува най-успешните си картини по поръчка на Орлеанския херцог, бъдещият крал Луи-Филип. Особено високо оценена е картината Битката при Валми (1826), която и до днес е най-емблематичното ѝ изображение.
Верне става любим художник на двора и от 1829 до 1835 г. е назначен за директор на Френската академия в Рим. В същото време неговото студио е място за политически интриги и за срещи на различни обществени фигури. През 1833 г. пътува с френската армия в Алжир, което го подтиква към кратък ориенталистки период – подобно на много други френски художници. Впечатлен е от Февруарската революция от 1848 г., след това става поддръжник на Наполеон ІІІ – племенник на великия Бонапарт. Новият френски владетел става негов нов покровител, взема го със себе си по време на Кримската война и му възлага да рисува нови картини на битки. Само че те вече не са така вдъхновени и не се приемат добре.
Верне умира в Париж през 1863 г.

## Творчество
Приживе Орас Верне е високо ценен в епоха, в която реалистични картини с романтичен оттенък са били на мода. Той е типичен придворен художник, който рисува това, което искат от него менторите му. Между 1815 и 1860 г. получава редица награди и почетни назначения. Съвременната оценка на критиците е коренно различна. Камий Моклер пише за него: „Орас Верне, затрупан от признание и дълго време считан за велик художник, се оценява днес като способен, но без истинския дух на твореца. Това показват неговите панорамни платна с усмихнати генерали с героични шапки, развети знамена и самоуверени пози. Тези картини не съдържат никаква истина, нищо от трагедията на войната.“ Към това мнение се присъединява и Чарлз Кафин: „Серията негови батални картини във Версай показва колко добре той познава особеностите на войнишкия живот, но също, че не улавя духа му. Неговите картини имат малко общо с реалността на войната и повече напомнят бойни сцени на арената.“

## Произведения

### Батални картини
- Битката при Валми (1826)
- Битката при Бувине (1827)
- Битката при Фонтеноа (1828)
- Битката при Йена (1836)
- Битката при Фридланд (1836)
- Битката при Ваграм (1836)
- Превземането на редута Малаков (1858)

### Исторически картини
- Сцена от 1814 г. (руски войници във френско село)
- Юлската революция през 1830 г.
- Полският прометей (1831)
- Барикади в Париж на улица Суфло през 1848 г.
- Залавяне на италиански бандити от папските войски

### Ориенталски картини
- Робски пазар
- Мохамед Али наблюдава избиването на мамелюкските бейове в Кайро

### Портрети и други
- Портрет на Наполеон Бонапарт
- Портрет на маршал Ваян
- Портрет на Олимп Пелисие
- Портрет на Орлеанския херцог
- Мазепа, привързан на кон
- Юда и Тамар

## Галерия
- Мохамед Али наблюдава избиването на мамелюкските бейове в Кайро
- Мазепа и вълците (1826)
- Сцена от Френската кампания през 1814 г. (1826)
- Залавяне на италиански бандити от папските войски (1831)
- Битката при Фридланд, 14 юни 1807 (1835)
- Превземането на редута Малаков (1858)
- Портрет на модела Олимп Пелисие като Юдит (1831)
- Юда и Тамар (1840)